# Nóng chảy từng phần
Nóng chảy từng phần xảy ra khi chỉ một phần của một chất rắn tan. Đối với các chất hỗn hợp, chẳng hạn như một tảng đá có chứa các khoáng chất khác nhau hoặc một loại khoáng chất có cấu tạo từ dung dịch rắn, sự tan chảy này có thể thay đổi thành phần chủ yếu ban đầu của chất rắn.
Nóng chảy từng phần xảy ra khi nhiệt độ đường pha lỏng và đường pha rắn của các chất khác nhau. Đối một khoáng chất riêng lẻ hiện tượng này có thể xảy ra khi khoáng chất này có cấu tạo là dung dịch rắn, ví dụ như trong olivin là sự kết hợp giữa sắt và magnesi. Với đá tạo thành từ các khoáng chất khác nhau, một số sẽ tan chảy ở nhiệt độ thấp hơn so với những khoáng chất khác.
Nóng chảy từng phần là vấn đề quan trọng đối với địa chất nghiên cứ về sự phân hóa của đá của vỏ Trái Đất. Hầu như tất cả các loại đá trên Trái Đất bắt nguồn từ nguyên liệu từ bên trong của Trái Đất đã bị tan chảy một phần. 
Những nơi chính xảy ra nóng chảy từng phần là các vùng hút chìm, sống núi giữa đại dương và các điểm nóng. Nóng chảy một phần thường được gắn liền với núi lửa, mặc dù một số chất nóng chảy không kịp lên đến bề mặt. Nóng chảy từng phần được cho là đóng một vai trò quan trọng trong việc làm phong phú thêm bộ phận cũ của thạch quyển. Nóng chảy từng phần được tạo ra ở chỗ sâu di chuyển trở lên do sự nén chặt của chất nền xung quanh.

## Bộ sưu tập ảnh

Sự nóng chảy của một chất có cấu tạo dung dịch rắn, với thành phần chủ yếu là CB. Khi nhiệt độ tăng lên, chất rắn sau đường màu xanh, và bắt đầu tan chảy ở nhiệt độ TA. Các chất lỏng ban đầu được tạo ra có thành phần chủ yếu là CL, và thành phần của nó đi theo đường đỏ. Tại nhiệt độ TB toàn bộ chất rắn đã tan chảy.
Sơ đồ cho thấy các quá trình vật lý bên trong Trái Đất dẫn đến việc tạo ra dung nham. A đến D là các mảng kiến tạo khác nhau.